# Limenitis riola
Limenitis riola är en fjärilsart som beskrevs av Hans Fruhstorfer 1915. Limenitis riola ingår i släktet Limenitis och familjen praktfjärilar. Inga underarter finns listade i Catalogue of Life.